# باديكر بليتز

باديكر بليتز أو Baedeker عبارة عن سلسلة من الهجمات التي شنتها لوفتفافه على المدن الإنجليزية خلال الحرب العالمية الثانية .
تم التخطيط للغارات ردا على زيادة فاعلية الهجمات المدمرة التي ينظمها سلاح الجو الملكي البريطاني، بدءا من قصف لوبيك في مارس 1942. كان الهدف هو تبادل للهجمات على أمل إجبار سلاح الجو الملكي البريطاني على الحد من أعماله. لزيادة التأثير على الراي العام البريطاني، تم اختيار الأهداف وفقا لأهميتها الثقافية والتاريخية، وليس لأي قيمة عسكرية.
بدأت المجموعة الرئيسية من الغارات في أواخر أبريل عام 1942، وانتهت بنهاية شهر مايو، على الرغم من أستمرار أستهداف البلدات والمدن بسبب قيمتها الثقافية خلال العامين المقبلين.
فشلت هذه الهجمات فشلاً ذريعًا. حسن سلاح الجو الملكي البريطاني عمل المقالات الليلية وادخل رادار AMES Type 7 -الموجه للقتال الليلي - إلى الخدمة بعد تجربته في قصف لندن تحديدا قبل عام واحد من عملية باديكر بليتز، كانت الخسائر التي تكبدتها قاذفات لوفتفافه فادحة ولأسباب مختلفة كانت الأضرار التي لحقت بالمدن المستهدفة ضئيلة للغاية مقارنة بحملة القصف الألمانية التي اندلعت في الفترة 1940-1941، أو لحملة الحلفاء المعاصرة ضد ألمانيا. ومع ذلك، أسفرت الغارات عن مقتل أكثر من 1600 مدني وتركت عشرات الآلاف من المنازل المدمرة.